# Dillon (Montana)
Pour les articles homonymes, voir Dillon.
La ville de Dillon est le siège du comté de Beaverhead, situé dans l’État du Montana, aux États-Unis. Lors du recensement de 2010, sa population s’élevait à 4 134 habitants.
Le refuge faunique national Red Rock Lakes est proche de Dillon.

## Histoire
Dillon a été fondée en 1880.